# 배흥준
배흥준(1959년 11월 7일~)은 대한민국의 기업인이다. 1983년 고려대학교 정치외교학과를 졸업하고 동부그룹의 동부제철(옛:동부제강) 전략기획팀 상무와 동부특수강 감사, 동부메탈 감사 등을 역임하며 28년간 국내 철강업계에서 철강전문가, 재무회계 전문가로 활동했다.
역서(譯書)로는 <협동으로 만드는 먹거리 혁명 (따비, 2013년)> <세계 철강산업 구조조정 역사와 현주소 (S&S스틸앤스틸, 2015년)> 등이 있다.

## 역서(譯書)
- 《협동으로 만드는 먹거리 혁명》 2013년 ISBN 9788998439057
- 《세계 철강산업의 역사와 현주소》 2015년 S&S스틸앤스틸

## 참조
1. ↑  "중앙일보 조인스 인물정보, 배흥준"《조인스인물정보》, 2018년 11월 19일 확인
2. ↑  "S&S Steel Conference 2007 - 판재류시장 공개토론회 토론자 배흥준 프로필(학력, 경력)" 보관됨 2016-03-06 - 웨이백 머신《스틸데일리》, 2007년 12월 4일
3. ↑  "작지만 강한 제철소 만들것 - 배흥준 동부제강 상무"《한국철강신문》, 2007년 12월 5일
4. ↑  "한국철강협회, 철강산업 발전 세미나 개최 "《산업일보》, 2008년 9월 15일
5. ↑  "동부메탈 임원 공시 배흥준 동부제철 전략기획 담당 상무 신임 감사 선임"《아시아경제》, 2009년 7월 8일
6. ↑  "한국철강협회, 철강전문가 초청 간담회 개최"《한국철강신문》, 2011년 9월 20일
7. ↑  "철강전문가 초청 임원 간담회 개최" 보관됨 2016-03-04 - 웨이백 머신《철강협회》, 2011년 9월 20일
8. ↑  "100대기업 설문조사에 응해주신 분들, 동부제철 배흥준"《문화일보》, 2012년 1월 25일
9. ↑  "게릴라 텃밭지기는 도시를 구할 수 있을까 - 협동으로 만드는 먹거리 혁명"《한겨레》, 2013년 11월 24일
10. ↑  "협동으로 만드는 먹거리 혁명"《네이버 책》, 2014년 7월 6일 확인
11. ↑  "세계 철강산업 구조조정 역사와 현주소" 보관됨 2015-12-22 - 웨이백 머신《스틸데일리 신문》, 2015년 12월 14일 확인